# Gabriel Mureșan
Gabriel Stelian Mureșan (n. 13 februarie 1982, Sighișoara, Mureș, România) este un jucǎtor român de fotbal retras din activitate. A evoluat pe postul de mijlocaș defensiv, dar putea juca și fundaș central. Participa la loviturile libere ale echipei sale, executându-le direct pe cele de la mare distanță unde se impune puterea șutului său. La CFR Cluj a primit 44 de cartonașe galbene și 10 cartonașe roșii.
Era cunoscut drept un fotbalist dur.

## Performanțe internaționale
A jucat pentru CFR Cluj în grupele UEFA Champions League 2008-09, contabilizând 6 meciuri în această competiție.
A fost selecționat prima oară în anul 2007 la echipa națională de fotbal a României într-un meci de calificare la turneul Euro 2008 împotriva Sloveniei.
În urma evoluțiilor foarte bune pentru CFR Cluj în toamna anului 2008 în Liga 1 și UEFA Champions League a fost selecționat la echipa națională în vederea participării la meciul de calificare pentru Cupa Mondială împotriva Franței care s-a disputat pe 11 octombrie 2008.
De asemenea, a avut o evoluție remacabilă la echipa națională în meciul contra Bosniei-Herțegovina disputat la data de 3 iunie 2011 pe stadionul Stadionul Giulești-Valentin Stănescu și încheiat cu scorul de 3-0. A fost chiar și căpitanul "naționalei" în meciul contra Paraguayului în lipsa unor căpitani obișnuiți precum Adrian Mutu, Răzvan Raț, Gabriel Tamaș și Ciprian Marica.

## Titluri
| Sezon   | Club            | Titlu              |
| ------- | --------------- | ------------------ |
| 2007-08 | CFR 1907 Cluj   | Liga I             |
| 2007-08 | CFR 1907 Cluj   | Cupa României      |
| 2008-09 | CFR 1907 Cluj   | Cupa României      |
| 2009    | CFR 1907 Cluj   | Supercupa României |
| 2009-10 | CFR 1907 Cluj   | Liga I             |
| 2009-10 | CFR 1907 Cluj   | Cupa României      |
| 2010    | CFR 1907 Cluj   | Supercupa României |
| 2015    | ASA Târgu Mureș | Supercupa României |